# Euchlanis meneta
Euchlanis meneta är en hjuldjursart som beskrevs av Myers 1930. Euchlanis meneta ingår i släktet Euchlanis och familjen Euchlanidae. Arten är reproducerande i Sverige. Inga underarter finns listade i Catalogue of Life.